# Laphria pernigra
Laphria pernigra là một loài ruồi trong họ Asilidae. Laphria pernigra được Wulp miêu tả năm 1872. Loài này phân bố ở miền Australasia.